# Saraqusta Film Festival de 2022
El Saraqusta Film Festival de 2022 se celebró en Zaragoza entre el 24 y el 30 de abril de 2022. Fue organizado por el Ayuntamiento de Zaragoza, que delegó la producción ejecutiva en la empresa Cosmos Fan. Las sedes principales fueron otra vez el Museo del Teatro de Caesaraugusta, los Cines Palafox y el Cine Cervantes. Contó nuevamente con la colaboración institucional de la Diputación Provincial de Zaragoza y el Gobierno de Aragón, y con el patrocinio de los medios de comunicación Zaragoza Nsencia, RTVE, Aragón TV, Aragón Radio y Heraldo de Aragón. Se trataba de la II edición del Saraqusta Film Festival o, con denominación oficial más explicativa, II Festival Internacional de Zaragoza de Cine y Series de Historia.
La primera edición había sido satisfactoria, lo que convenció al Ayuntamiento de la conveniencia de organizar una segunda. Sin embargo, se pensó que la primavera era una época más adecuada para que el SFF se abriera un hueco en el apretado programa de festivales cinematográficos españoles e internacionales. La decisión hizo que los organizadores dispusieran de poco más de seis meses para preparar toda la infraestructura de la semana cinematográfica. El cartel del festival fue obra esta vez de David Arenas, evocando a una Juana de Arco armada con claqueta y micrófono en vez de escudo y lanza.
La película británica La vida electrizante de Louis Wain fue la gran triunfadora del certamen, pues consiguió el Dragón de Oro al mejor largometraje de ficción, los dragones de plata a mejor guion y mejor actor (Benedict Cumberbatch) y el Premio del Jurado Joven. También tuvo éxito la hispano-argentina El Káiser de la Atlántida, pues ganó el Dragón de Oro a mejor documental y el Dragón de Plata a la mejor dirección.

## Sesión inaugural
La segunda edición del SFF se abrió en el Cine Cervantes con una ceremonia a la que asistieron la vicealcaldesa de Zaragoza y consejera de Cultura Sara Fernández, el gerente de Zaragoza Cultural David Lozano y el director del Festival, José Ángel Delgado, y que fue presentada por el cantante y humorista Luis Cebrián. Durante el acto se proyectó en condición de estreno el documental Carbonell, amigo, dirigido por Sonia Llera y que versa acerca de la vida del cantante y escritor Joaquín Carbonell. La directora explicó que había realizado una biografía sencilla del artista y recordó que había sido una de las víctimas de la pandemia de COVID-19.

## Sección oficial
La participación estaba abierta a obras de todo el mundo, tanto de imagen real como de animación, siempre que fueran de género histórico o estuvieran ambientadas en el pasado. Las obras debían haber sido realizadas después del 1 de enero de 2021 y no haber sido estrenadas en España en salas, televisión o streaming. El plazo de inscripción terminó el 15 de marzo de 2022 y se presentaron cuatrocientas cincuenta candidaturas de sesenta y ocho países distintos, lo que suponía un incremento de participación respecto a la primera edición. Las entradas para el público general tenían un accesible precio de cuatro euros; tres euros para los titulares del Carnet Joven y para los mayores de sesenta y cinco años.

### Largometrajes de ficción

La cantante y actriz Amel Bent interpretó a Malika Bellaribi en Las sandalias blancas.

Las proyecciones se realizaron en el Cine Cervantes de Zaragoza en horario de 21:00 horas entre el lunes y el viernes.
- Las sandalias blancas (Les sandales blanches, 2021).  Francia, biografía de la cantante Malika Bellaribi.
- 1618 (2021).  Portugal, sobre la actuación de la Inquisición en el Portugal del siglo XVII. Su director, Luis Ismael, acudió al certamen para presentar el filme.
- Maigret (2022).  Francia, adaptación de una novela de Georges Simenon sobre el célebre comisario dirigida por Patrice Leconte. Se contó con la presencia de la actriz francesa Jade Labeste.
- Balas sobre Marsella (Pucnji u Marseju, 2021).  Serbia, inspirada en el juicio a los asesinos de Alejandro I de Yugoslavia y Louis Barthou. Su director, el serbio Goran Matic, participó personalmente en el Festival.
- Mr. Wain (The Electrical Life of Louis Wain, 2021).  Reino Unido

### Documentales
Las proyecciones se realizaron en la sala 3 de los Cines Palafox en horario de 19:00 horas de lunes a viernes.
- Dr Biermans (Dr Biermans - a true story, 2021).  Bélgica, sobre el filántropo neerlandés Hubert Biermans. El director, Olivier Vandersleyen, disertó sobre su obra en rueda de prensa.
- Pequeña Satchmo (Little Satchmo, 2021).  Estados Unidos, visión de Louis Armstrong por su hija secreta. Se contó con la presencia del productor Shawn Rhodes.
- La madre (The Mother).  Vietnam, una mujer vietnamita busca durante años a la hija que tuvo con un militar estadounidense.
- El Káiser de la Atlántida (2022).  España —  Argentina, sobre la ópera del mismo título, creada y ensayada por prisioneros de un campo de concentración del Tercer Reich para burlarse de Hitler.
- Sonic Fantasy (2022).  España —  Estados Unidos, sobre cómo Bruce Swedien junto a Michael Jackson revolucionó la industria de la música. El director Marcos Cabotá participó en una rueda de prensa explicando su participación en la obra.

## Muestra no competitiva

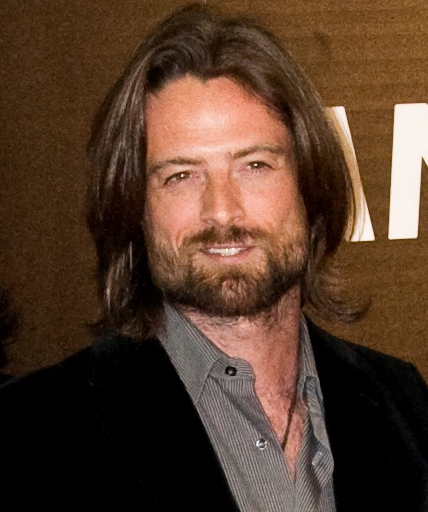
El actor William Miller acudió para hablar de Cuéntame cómo pasó.

Las proyecciones se realizaron en los Cines Palafox a las 17:00 horas de lunes a viernes.
- La telaraña (serie)  Polonia
- Cuéntame cómo pasó (serie de televisión)  España. Los actores de la serie William Miller y Manu Dios participaron en una de las mesas redondas.
- Víctor Ros (serie).  España
- Vuelta atrás (serie).  España. Se contó con la presencia del escritor José Luis Melero y el guionista Luis Rabanaque.
- El sueño de Sigena (documental)  España. El productor Xavier Atance explicó la gestación de la obra.

## Actividades paralelas
En horario matinal se celebraron de lunes a viernes en el Museo del Teatro de Caesaraugusta varias mesas redondas y un taller relacionados con la temática del festival.
- Mesa redonda: «Enseñar Historia a través del audiovisual», moderada por Pilar Rivero, profesora de la Facultad de Educación de la Universidad de Zaragoza.
- Mesa redonda: «Series para la historia: El caso de Cuéntame cómo pasó», moderada por Isabel Soria, realizadora y licenciada en Filosofía y Letras.
- Taller para estudiantes: «Perceval», impartido por Raquel Adrada —licenciada en Bellas Artes y profesora— y Pablo Aragüés, director del cortometraje Perceval.
- Mesa redonda: «Una perspectiva histórica del cine de Spielberg», moderada por Javier Millán, productor y escritor.
- Mesa redonda: «Talento de cine: la creación en Aragón», moderada por Natalia Martínez, jefe de contenidos de Aragón TV.
- Mesa redonda: «Encuentro con el equipo de la película Nacido rey», moderada por Antón Castro.

## Jurados
El jurado que decidió los premios «Dragón» a otorgar en la sección oficial fue interdisciplinar y estaba compuesto por cinco personas:
- Ana Asión, profesora de Historia del arte de la Universidad de Zaragoza,
- Luis Fatás, arqueólogo,
- Alba Gallego, actriz,
- Pimpi López, realizador,
- Carmen Puyó, crítica cinematográfica.

## Clausura
El sábado 30 de abril se celebró la sesión de clausura. A ella acudieron el alcalde Jorge Azcón, la vicealcaldesa y consejera de Cultura Sara Fernández y las figuras más destacadas del sector audiovisual zaragozano. También asistieron los tres homenajeados con la entrega del Premio Saraqusta: la actriz Nadia de Santiago, el director Agustí Villaronga y el productor Andrés Vicente Gómez. Durante la sesión se entregaron los diversos galardones. Tras ello, se proyectó la película Nacido rey, dirigida por Villaronga y producida por Andrés Vicente Gómez, que cuenta la labor diplomática que tuvo que hacer Fáisal bin Abdulaziz con tan solo trece años de edad.

## Palmarés

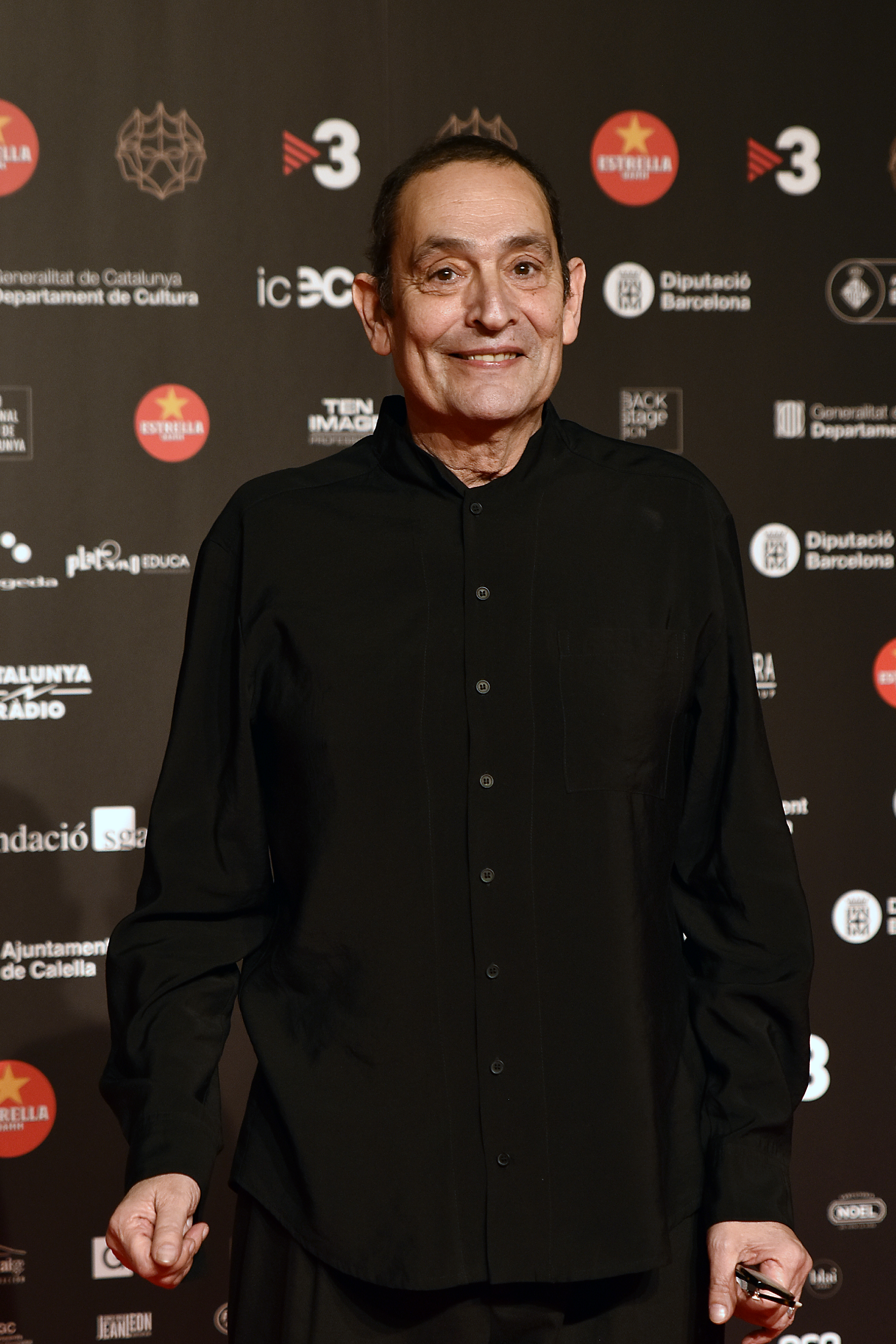
Agustí Villaronga recibió el Premio Saraqusta pocos meses antes de su fallecimiento.

En esta ocasión se concedieron tres premios honoríficos. El primero fue al director mallorquín Agustí Villaronga, autor de películas ambientadas en el pasado como Pan negro, Incierta gloria y Nacido rey, filme que se exhibió en la última jornada del festival. Otro Premio Saraqusta fue destinado a la actriz Nadia de Santiago, intérprete de filmes y series de época como Las 13 rosas, Amar en tiempos revueltos o Las chicas del cable. Un tercer premio fue a parar al productor Andrés Vicente Gómez, ganador de un Óscar por Belle Époque y de un Goya por ¡Ay, Carmela!, entre otras películas.
La gran vencedora de la sección oficial fue Mr. Wain, que obtuvo cuatro premios: el Dragón de Oro a la mejor película de ficción, los dragones de plata a mejor guion y actor y el Premio del Jurado Joven. También triunfó El Káiser de la Atlántida, que ganó el Dragón de Oro al mejor documental y el premio a la mejor dirección para el argentino Sebastián Alfie. Solo escapó al control de estas dos películas el premio a la mejor actriz, que fue para la cantante francesa de origen magrebí Amel Bent por su interpretación de Malika Bellaribi en Las sandalias blancas.
| Categoría                                      | Premiado                       | Labor premiada                        |
| ---------------------------------------------- | ------------------------------ | ------------------------------------- |
| Premio Saraqusta                               | Nadia de Santiago              | Trayectoria como actriz               |
| Premio Saraqusta                               | Agustí Villaronga              | Trayectoria como director y guionista |
| Premio Saraqusta                               | Andrés Vicente Gómez           | Trayectoria como productor            |
| Dragón de Oro al mejor largometraje de ficción | Mr. Wain                       | Mr. Wain                              |
| Dragón de Oro al mejor documental              | El Káiser de la Atlántida      | El Káiser de la Atlántida             |
| Dragón de Plata a la mejor dirección           | Sebastián Alfie                | El Káiser de la Atlántida             |
| Dragón de Plata al mejor guion                 | Simon Stephenson y Will Sharpe | Mr. Wain                              |
| Dragón de Plata a la mejor actriz              | Amel Bent                      | Las sandalias blancas                 |
| Dragón de Plata al mejor actor                 | Benedict Cumberbatch           | Mr. Wain                              |
| Premio del Jurado Joven                        | Mr. Wain                       | Mr. Wain                              |

## Valoración
La organización del certamen buscaba su continuidad tras la primera edición. La asistencia de público se incrementó hasta los mil ochocientos asistentes a las distintas sesiones, a pesar de la persistencia de la pandemia de COVID-19. También hubo un incremento de la participación y seguimiento del festival a través de las redes sociales.